# STS-120
STS-120 foi uma missão da NASA com o ônibus espacial Discovery dando continuidade a construção da Estação Espacial Internacional sendo a 23.ª missão para a ISS (Estação Espacial Internacional, na sigla em inglês), e o 120º voo de um Ônibus Espacial, também denominada como missão 10A para montagem da ISS.  O lançamento aconteceu no dia 23 de outubro de 2007 com o retorno no dia 7 de novembro.O principal objetivo da STS-120 foi acoplar o Módulo Harmony, dos Estados Unidos, a ISS.

## Tripulação
| Posição                  | Tripulantes      | Duração          | Pousou na |
| ------------------------ | ---------------- | ---------------- | --------- |
| Comandante               | Pamela Melroy    | 15d 02h 22m 57s  | STS-120   |
| Piloto                   | George Zamka     | 15d 02h 22m 57s  | STS-120   |
| Especialista de Missão 1 | Scott Parazynski | 15d 02h 22m 57s  | STS-120   |
| Especialista de Missão 2 | Stephanie Wilson | 15d 02h 22m 57s  | STS-120   |
| Especialista de Missão 3 | Douglas Wheelock | 15d 02h 22m 57s  | STS-120   |
| Especialista de Missão 4 | Paolo Nespoli    | 15d 02h 22m 57s  | STS-120   |
| Especialista de Missão 5 | Daniel Tani      | 119d 22h 28m 49s | STS-122   |

### Retornando da ISS
| Posição           | Tripulantes      | Duração          | Lançou na |
| ----------------- | ---------------- | ---------------- | --------- |
| Tripulante da ISS | Clayton Anderson | 151d 18h 23m 12s | STS-117   |

## Parâmetros da missão
- Massa:
  - Decolagem: 129.823 kg
  - Aterrissagem: 91.578 kg
  - Carga: 17.300 kg
- Perigeu: 340 Km
- Apogeu: 344 Km
- Inclinação:   51.6º
- Período: 91.6 min

## Objetivos
- Continuar a construção da Estação Espacial Internacional (ISS). Acoplar o módulo norte-americano Harmony, de fabricação italiana, a ISS que aumentará o espaço interior do laboratório orbital, criando pontos de conexão com os módulos europeu e japonês. Ele é semelhante ao módulo hexagonal Unity, que conecta as seções americana e russa na ISS.
- Trocar parte da tripulação da ISS. O engenheiro de voo Daniel Tani substitui o engenheiro de voo Clayton Anderson, que retorna à Terra.

## Dia a dia
23 de outubro - Terça-feira

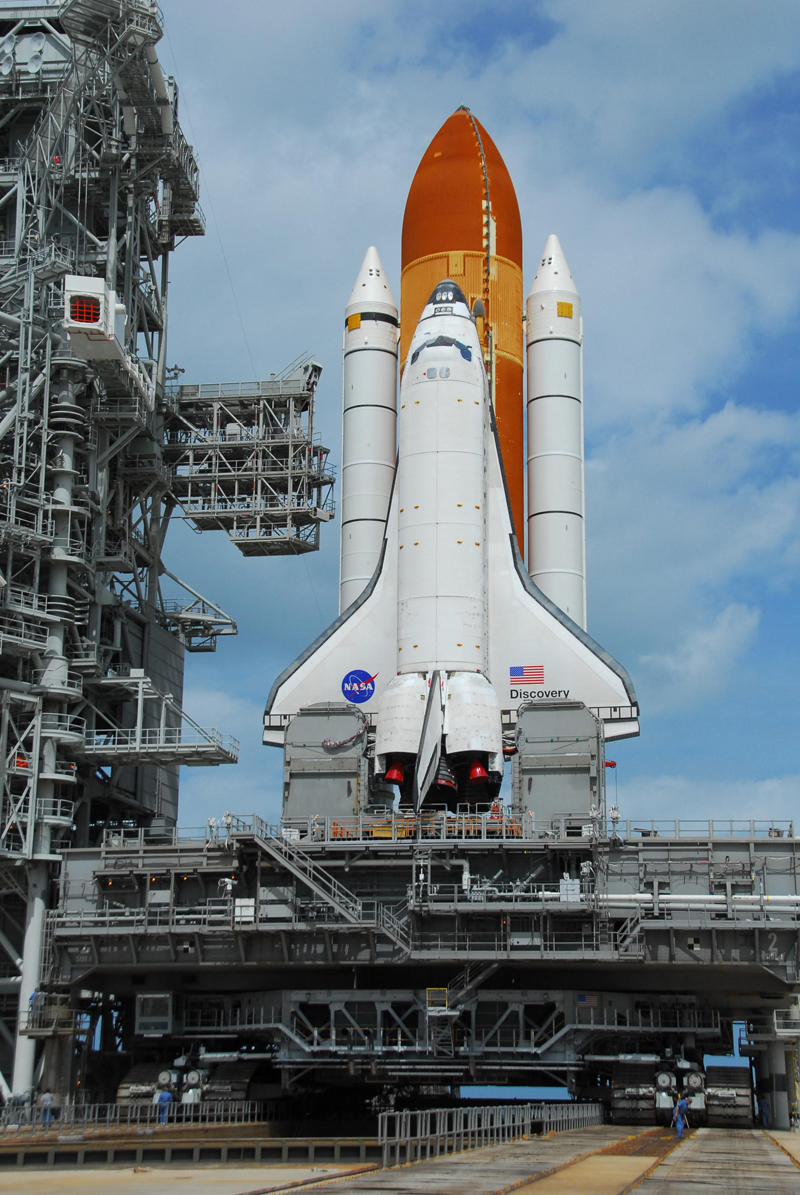
Discovery na plataforma de lançamento

O ônibus espacial Discovery foi lançado com sucesso do Cabo Canaveral, na Flórida, rumo à Estação Espacial Internacional (ISS). A partida ocorreu no horário previsto, às 15h38 (UTC),  13h38 de Brasília, levando ao espaço os sete tripulantes da nave. Essa é a primeira vez na história que duas mulheres estarão no comando de um ônibus espacial e da ISS. A Discovery será comandada pela astronauta Pamela Melroy, que será recebida na estação pela responsável da estação, a bioquímica Peggy Whitson.
24 de outubro - Quarta-feira
O ônibus espacial Discovery segue rumo à Estação Espacial Internacional (ISS), os sete astronautas a bordo realizam uma inspeção a laser nas asas da nave, pelo menos seis peças espuma térmica se desprenderam do tanque de combustível durante o lançamento, os engenheiros disseram que os danos não colocam a nave em risco, "É uma análise preliminar, mas parece que foi uma subida 'limpa'", disse Pamela Melroy.
25 de outubro - Quinta-feira
O ônibus espacial Discovery atraca no módulo Destiny da Estação Espacial Internacional com sucesso, os dois veículos foram acoplados às 10h40 de Brasília, os tripulantes inspecionaram visualmente a operação e tiraram fotos da nave nas manobras antes do acoplamento, para determinar se os painéis térmicos da nave sofreram danos no lançamento.

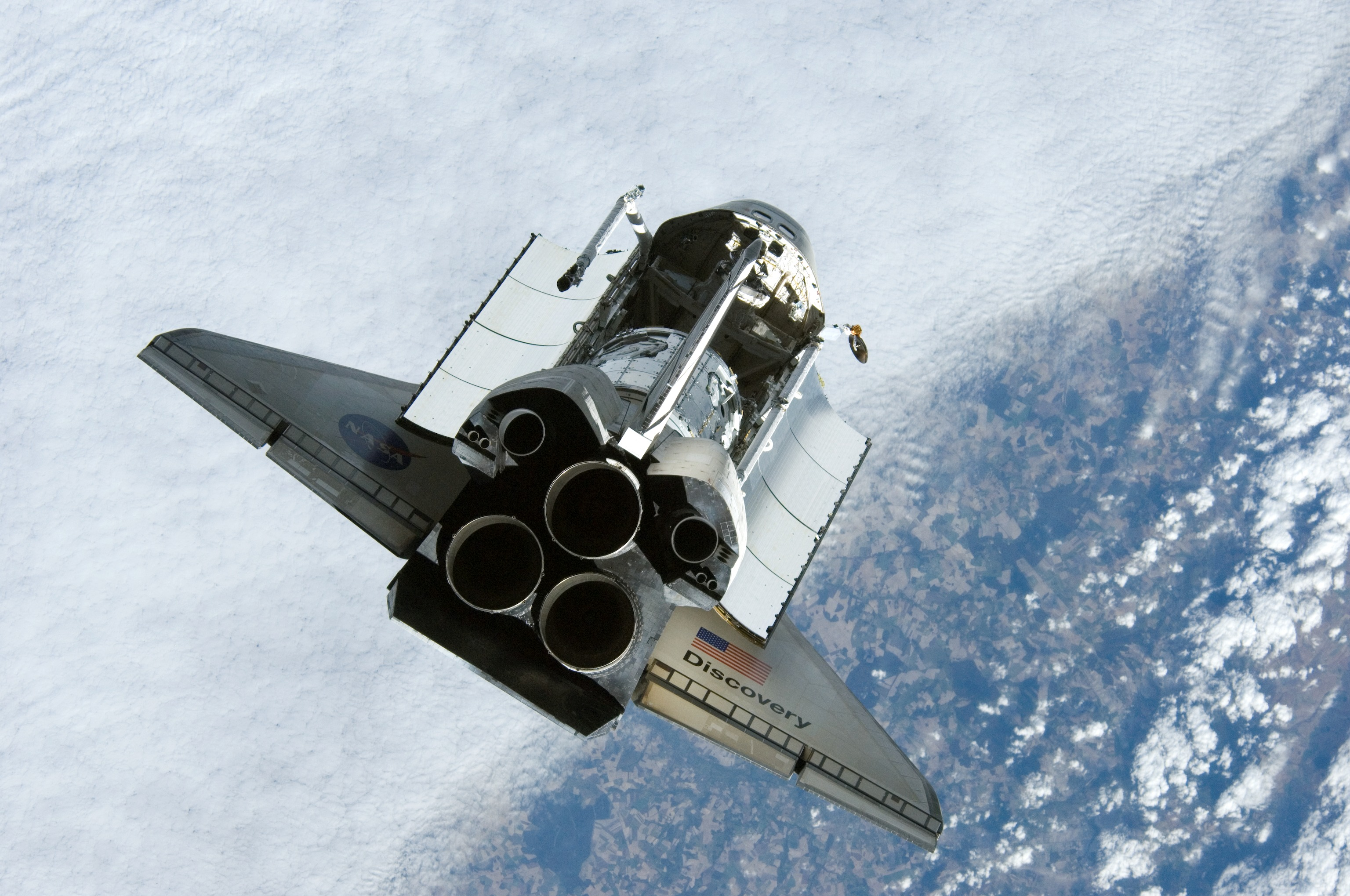
O ônibus espacial Discovery, com o módulo Harmony no compartimento de carga

Seguindo a tradição dos astronautas de levar objetos para o espaço, mais dois itens entraram para a coleção da ISS, desta vez foram levados uma réplica do robô R2-D2 e o sabre de luz, da série cinematográfica Guerra nas Estrelas, ambos fazem parte de uma celebração dos 30 anos do lançamento da trilogia original.
26 de outubro - Sexta-feira
Os astronautas Scott Parazynski e Douglas Wheelock fizeram hoje a primeira caminhada espacial, eles iniciaram os primeiros trabalhos para instalar na ISS o módulo Harmony, de fabricação italiana, que chegou ao laboratório espacial no compartimento de carga da nave, e uma nova antena.
O Harmony, de quase 16 t, será instalado provisoriamente em um píer do módulo americano Unity. Após a nave se separar da estação orbital, o Harmony será levado até sua posição permanente no extremo do laboratório americano Destiny, ali ele servirá de eixo para a instalação futura do módulo japonês Kibo e do módulo Columbus da Agência Espacial Europeia.
27 de outubro - Sábado

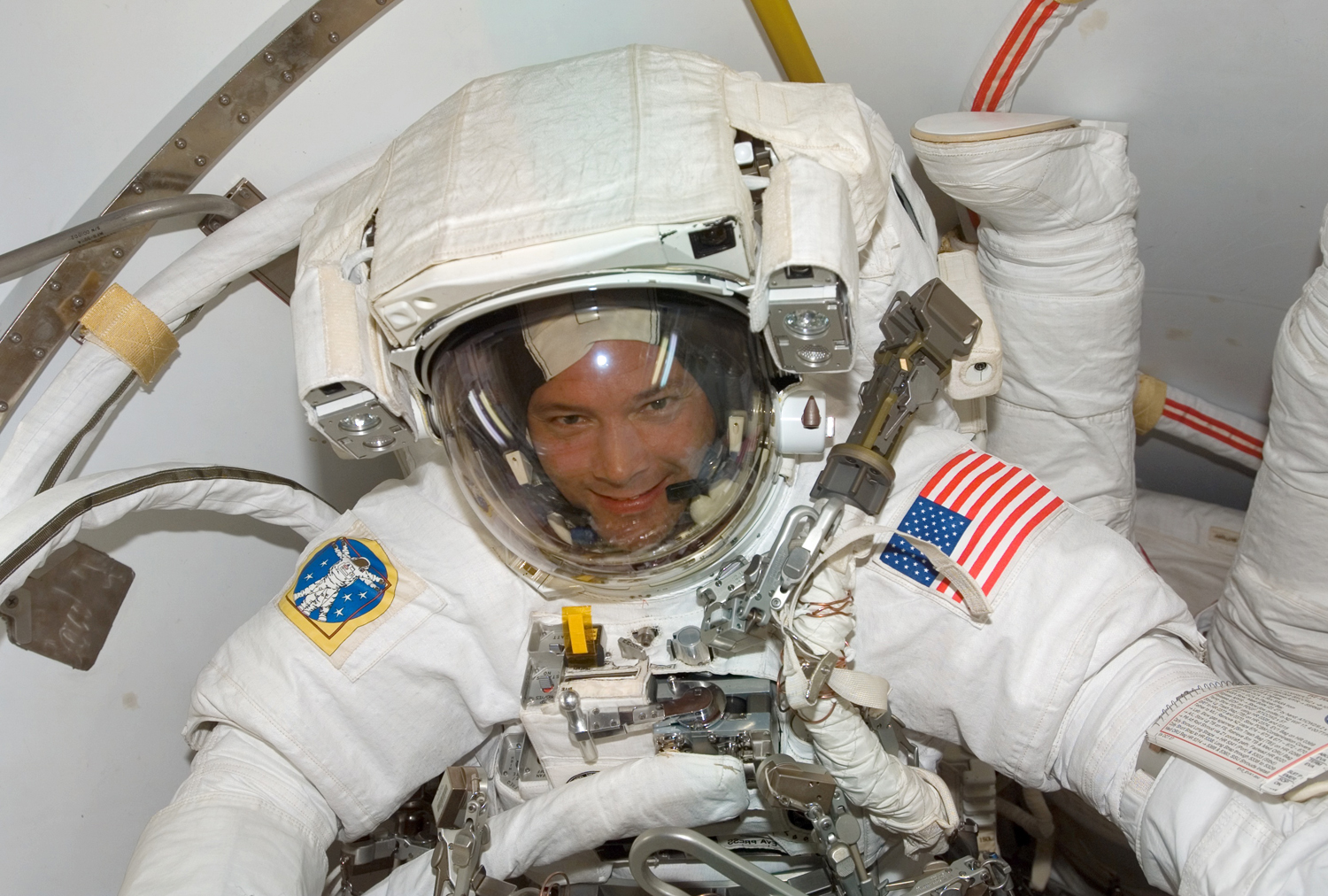
Doug Wheelock antes da EVA 1

Os astronautas entraram neste sábado pela primeira vez no módulo Harmony, recém-estreado da Estação Espacial Internacional (ISS), que eles mesmos instalaram ontem. Segundo a NASA os dois primeiros astronautas a entrar no novo módulo foram o italiano Paolo Nespoli e a comandante da estação espacial Peggy Whitson, que abriram a escotilha às 8h24 (10h24 de Brasília) e começaram os primeiros trabalhos de acondicionamento.
O módulo, que tem o tamanho de um ônibus escolar e pesa 16 t, servirá para conectar dois laboratórios - o japonês Kibo e o europeu Columbus -, que serão enviados à ISS nos próximos meses.
28 de outubro - Domingo
Foi realizada a segunda caminhada espacial da missão, coordenada pelo astronauta italiano Paolo Nespoli, ela teve início às 7h32 e terminou às 16h05 (horários de Brasília). A duração da caminhada foi de pouco mais de seis horas e meia, durante as quais os astronautas Scott Parazynski e Daniel Tani instalaram uma viga que pesa quase 17 toneladas.
Parazynski e Tani transportaram a viga e ajudaram os astronautas Stephanie Wilson e Douglas Wheelock, da ISS, a guiá-los com o uso do braço robótico para terminar de separar a estrutura que sustenta um grupo de painéis solares da estação, o término da instalação será realizado na próxima caminhada espacial, durante o trabalho os astronautas diziam que a tarefa não estava fácil, mas ao mesmo tempo faziam piadas como durante o traslado da pesada viga, pedindo a seus companheiros da ISS que não a deixassem cair.

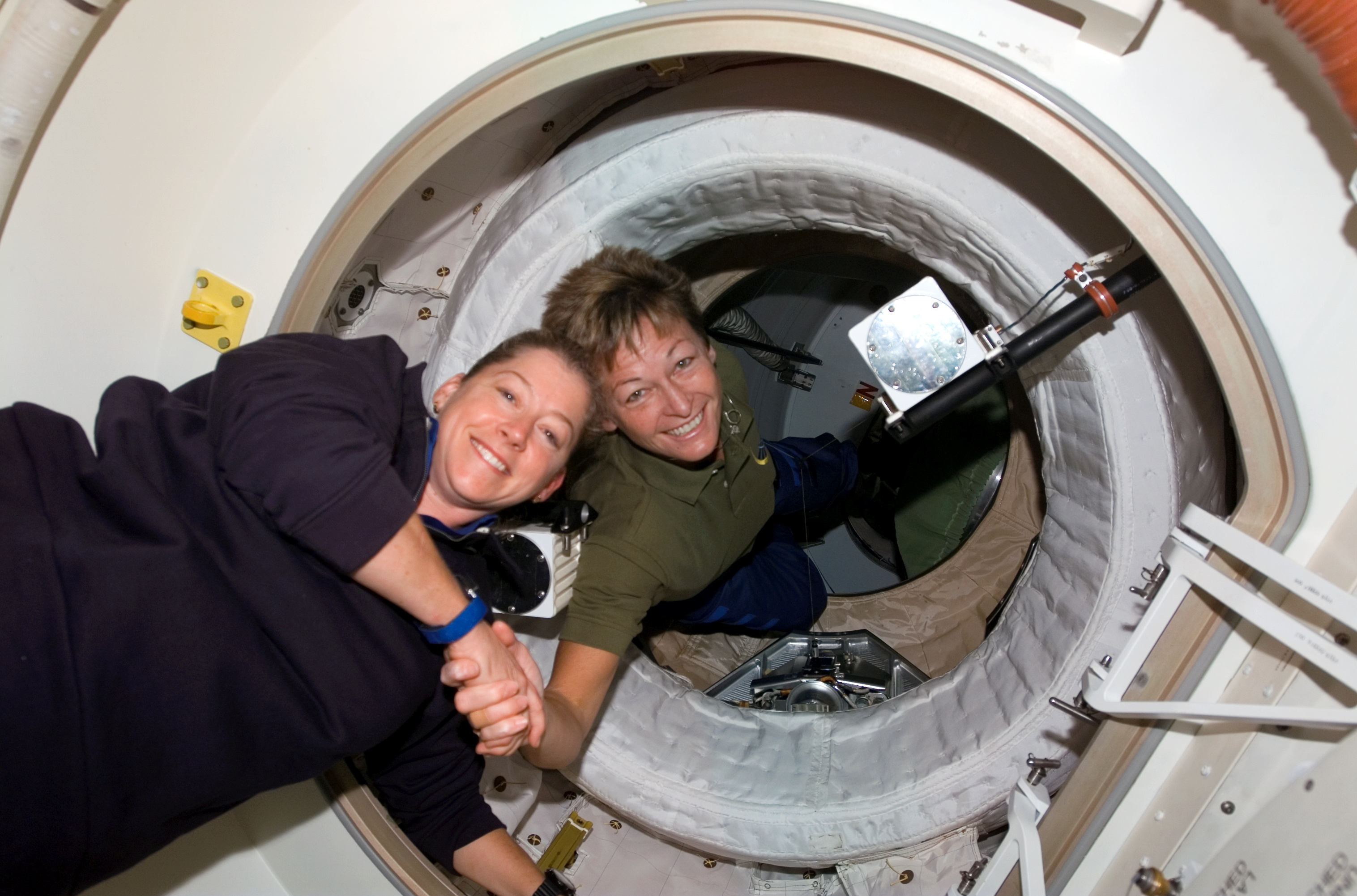
As comandantes Whitson e Melroy

Ao longo da missão, Tani também ficou encarregado de revisar uma junta rotatória de um dos grupos de painéis solares e após analisar o equipamento, explicou que a peça apresentava danos e "aspecto desgastado", além disso, o astronauta também verificou a possível existência de pontas afiadas nos corrimões do braço robótico, o que não foi detectado.
29 de outubro - Segunda-feira
Os astronautas transferiram hoje do braço robótico da nave para o da Estação Espacial Internacional uma viga para painéis solares, de quase 16 toneladas, que será reposicionada em outro extremo do complexo orbital. A viga e os painéis solares instalados podem permanecer no extremo do braço robótico durante cerca de 18 horas, depois desse período o violento ambiente térmico do espaço poderia danificar os equipamentos.
A NASA aumentou em um dia a missão para estudar as lascas de metal descobertas em um dos painéis solares. O diretor do programa, Mike Suffredini, informou que um dia a mais será suficiente para analisar as lascas que foram descobertas no domingo durante a segunda caminha espacial.
30 de outubro - Terça-feira

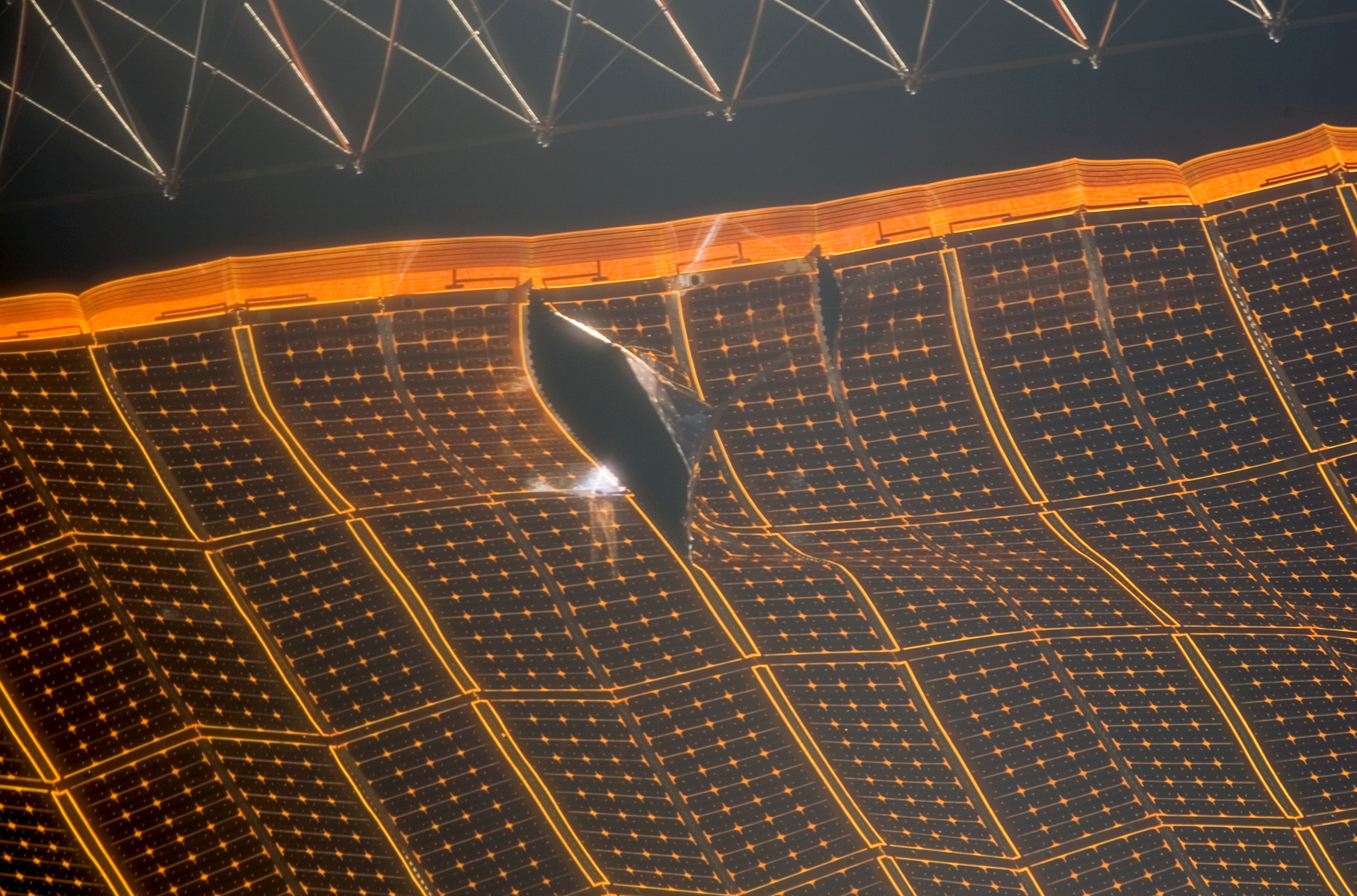
O problema no painel solar

Na terceira caminhada espacial realizada pelos astronautas Scott Parazynski e Douglas Wheelock, foi instalado um armação metálica denominada P6, que pesa 16 t, em seguida uma antena solar, de 76 m de comprimento que acabou causando uma rachadura em um dos 31 painéis solares quando a operação estava praticamente completa. Esta antena solar, a terceira da estação, é considerada absolutamente necessária para evitar o adiamento da instalação do laboratório europeu Columbus, previsto para o começo de dezembro. No total a caminha espacial teve duração de 7h 8min.
31 de outubro - Quarta-feira
Os dez astronautas que estão a bordo da Estação Espacial Internacional mostraram-se hoje confiantes em que o defeito nos painéis solares que se rasgaram será consertado em breve. A afirmação foi feita em entrevista coletiva concedida do módulo Harmony, na qual os astronautas disseram que, por causa da comemoração do Halloween nos Estados Unidos, comerão "algo especial".
Scott Parazynski afirmou que eles ainda não sabem o que houve, mas acredita que os painéis poderiam ter se rasgado devido a um excesso de tensão em um dos cabos que se situam ao longo da estrutura - "Não sabemos qual é a raiz do problema, mas poderia ser isso", disse. Antes do início da coletiva, Paolo Nespoli e a comandante da Discovery, Pam Melroy, conversaram com o presidente italiano, Giorgio Napolitano, a partir do módulo Harmony.
1 de novembro - Quinta-feira
A NASA decidiu adiar para sábado a arriscada caminhada espacial para consertar o painel solar danificado, dando aos engenheiros mais tempo para planejar essa inédita tarefa. Pendurado na ponta de uma armação, o astronauta Scott Parazynski tentará instalar remendos nas dobradiças de uma das "asas" que coletam energia solar, a grua estará presa ao guindaste robótico, levando o astronauta até a distância máxima.
A bordo da estação, a comandante Peggy Whitson e o piloto George Zamka improvisaram uma oficina onde cortaram folhas de alumínio e fizeram furos pelos quais passaram fios de aço, com essa peça eles pretendem tapar o buraco aberto no painel. O problema no painel solar pôs em risco a próxima missão com ônibus espacial, "Sem ter consertado o problema será muito difícil manter o processamento (para o lançamento do laboratório europeu) Columbus", disse ele. O laboratório de 12,2 t estava com lançamento previsto entre os dias 6 e 13 de dezembro, no ônibus Atlantis.
3 de novembro - Sábado
Os astronautas Scott Parazynski e Douglas Wheelock fizeram reparos nos painéis solares da Estação Espacial Internacional durante uma arriscada caminhada espacial, longe da escotilha de entrada da estação e com o risco de sofrerem descargas elétricas, Parazynski, encarregado da tarefa mais delicada, trabalhou na ponta de um braço robótico de quase 30 m de comprimento a poucos centímetros de distância dos painéis, pelos quais passava uma corrente de mais de 100 volts.

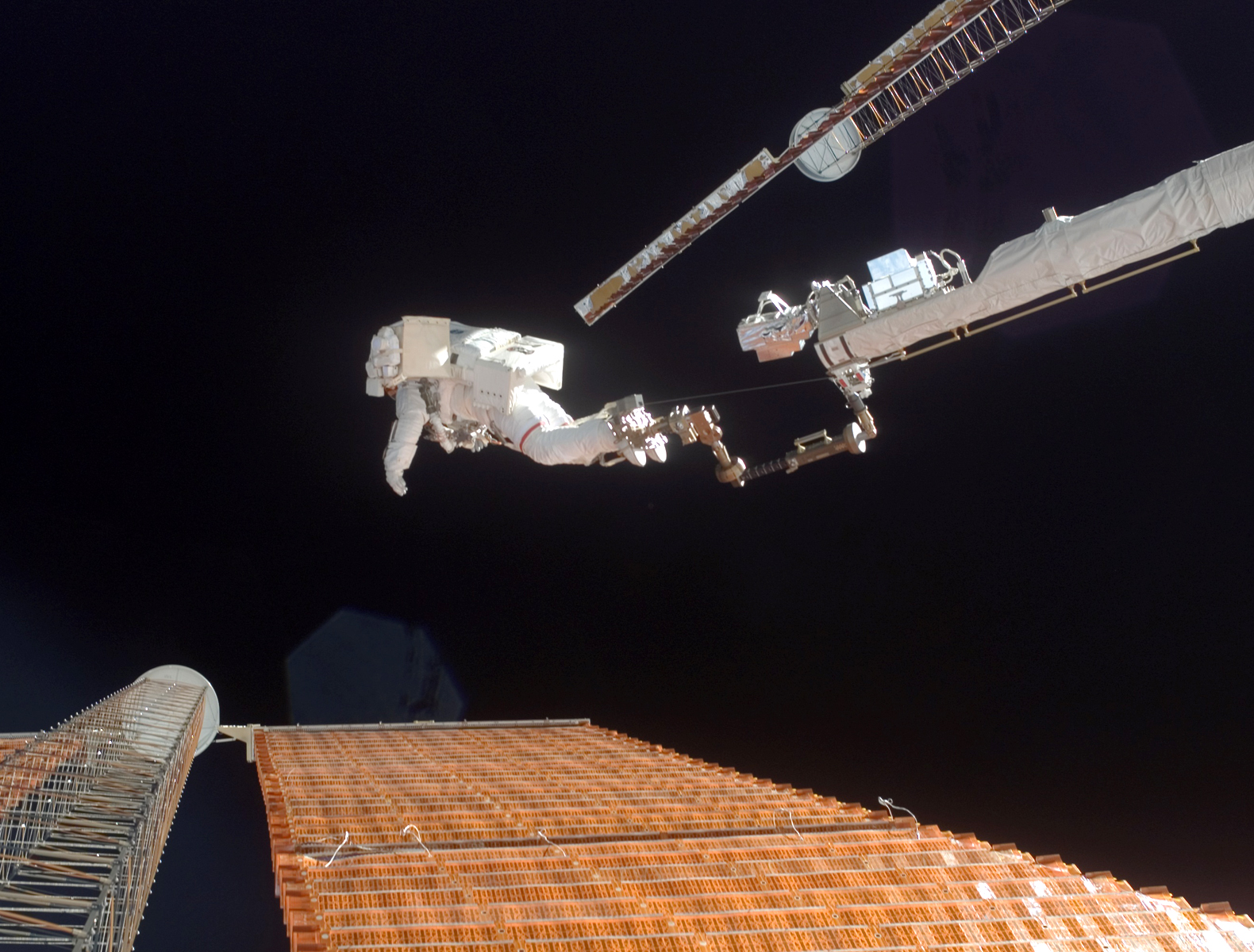
Scott Parazynski conserta oa painéis solares da ISS no espaço, durante a missão STS-120

Mesmo com tantos perigos e precauções, tudo correu bem durante a longa caminhada espacial que teve um tempo total de 7 horas e 19 minutos, cerca de 39 minutos a mais do que o previsto, que acabou deixando os dois astronautas com muito pouco oxigênio ao fim da missão, eles acabaram perdendo alguns alicates no espaço, único problema na caminha espacial que havia sido adiada pela NASA para que fosse precisamente planejada.
Parazynski, que é médico, tirou a NASA de apuros com um trabalho de cirurgião - "Estão um pouco longe", disse Parazynski, que mede 1,85 metro, enquanto se esticava para alcançar os cabos que haviam perfurado os painéis. Enquanto isso, o Centro Espacial Johnson, com sede em Houston, no Texas, lembrava a equipe de que estavam dando voltas ao redor da Terra. "O tempo é algo essencial", disseram os controladores. Parazynski também costurou nos painéis cinco materiais similares a correias ou argolas, todas feitas com os materiais disponíveis na ISS, com cada uma medindo cerca de 4,6 m de comprimento, os equipamentos foram implantados com o propósito de impedir que os rasgos aumentem.
4 de novembro - Domingo
Os tripulantes do Discovery, comandados por Pamela Melroy, se despediram dos três ocupantes que permanecerão na Estação Espacial Internacional, e começaram a preparação de seu retorno à Terra. A comandante da ISS, Peggy Whitson, e seus dois companheiros deram adeus aos visitantes às 18h (de Brasília) e fecharam as escotilhas entre o laboratório Destiny e a nave, que orbitam acopladas a cerca de 380 km da Terra, e que se separarão nesta segunda-feira, às 10h32.
5 de novembro - Segunda-feira

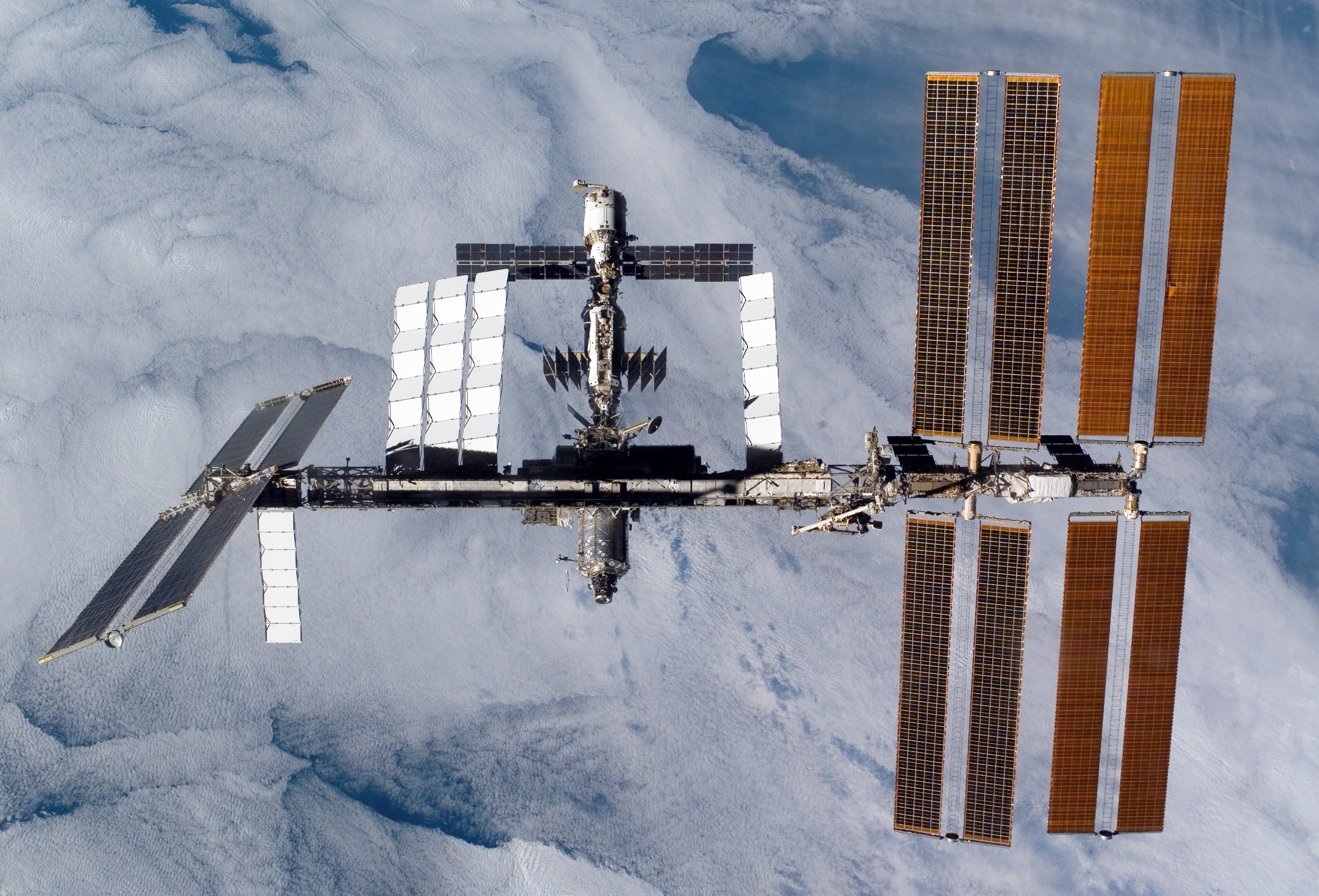
A Estação Espacial Internacional após a partida do Discovery

O Discovery se desacoplou hoje da ISS e começou o retorno à Terra com sete tripulantes a bordo, dentre as principais tarefas realizadas nas caminhadas espaciais, destaques para a instalação do módulo italiano Harmony e o conserto dos painéis solares que limitavam o fornecimento energético da plataforma orbital.
A aterrissagem da Discovery está programada para quarta-feira no Centro Espacial Kennedy do sul da Flórida às 16h17.
7 de novembro - Quarta-feira

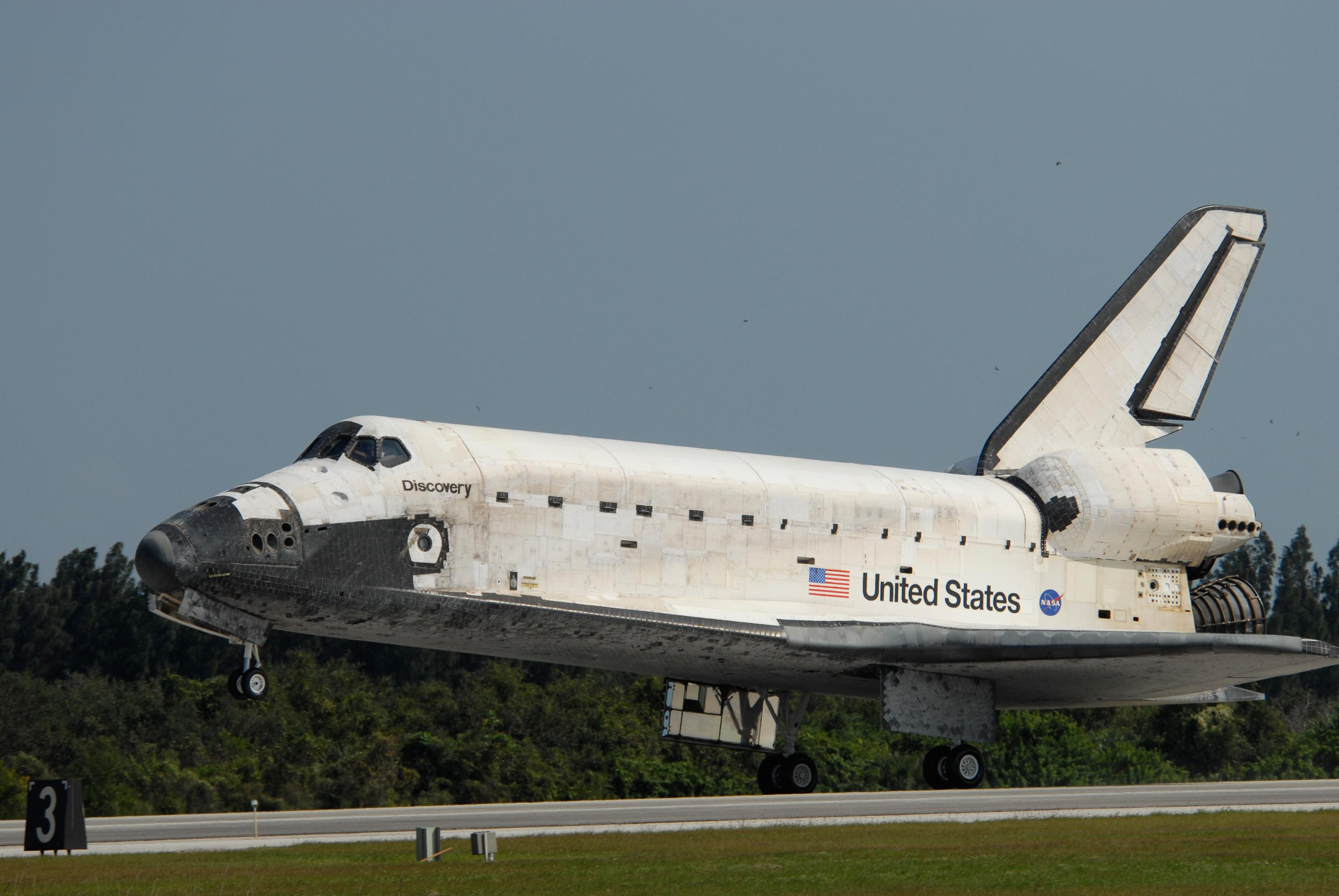
Discovery durante o pouso

A nave Discovery pousou com sucesso na base de Cabo Canaveral, na Flórida (Estados Unidos), às 18:01:18 (UTC), após retornar da missão de mais de duas semanas na Estação Espacial Internacional. Durante a descida, o Discovery sobrevoou o território dos Estados Unidos, foi a primeira vez que isso aconteceu desde o desastre com a nave Columbia. "Parabéns por uma tremenda missão e um ótimo pouso", disse o controle da missão em terra, por rádio, quando a nave parou. "Olá a todos, é bom estar de volta à Flórida", afirmou a comandante da missão, Pamela Melroy.
Antes que a nave chegasse à Flórida, a Nasa optou por uma rota com locais mais populosos nos Estados Unidos e no Canadá, para evitar que o pouso ocorresse em locais escuros, o que é mais arriscado, e para dar à tripulação um descanso extra. A nave também trouxe Clayton Anderson de volta à Terra, após uma temporada de 152 dias como residente da ISS. Esta missão também marcou o mais longo voo realizado pelo Discovery.

## Caminhadas espaciais
|      | Missão       | Astronautas                             | Começo                          | Fim                             | Duração  | Tarefa                                         |
| ---- | ------------ | --------------------------------------- | ------------------------------- | ------------------------------- | -------- | ---------------------------------------------- |
| 276. | STS-120 EVA1 | Scott E. Parazynski Douglas H. Wheelock | 26 de Outubro (10:02 UTC)       | 26 de Outubro (16:16 UTC)       | 6h 14min | Iniciar instalação do módulo Harmony           |
| 277. | STS-120 EVA2 | Parazynski Daniel M. Tani               | 28 de Outubro, (9:32 UTC)       | 28 de Outubro, (16:05 UTC)      | 6h 33min | Iniciar instalção de viga para painéis solares |
| 278. | STS-120 EVA3 | Parazynski Wheelock                     | 30 de Outubro, (8:45 UTC)       | 30 de Outubro, (15:53 UTC)      | 7h 8min  | Instalar armação metálica P6 e antena solar    |
| 279. | STS-120 EVA4 | Parazynski Wheelock                     | 3 de Novembro, 2007 (10:03 UTC) | 3 de Novembro, 2007 (10:03 UTC) | 7h 19min | Inspecionar e reparar painél solar danificado  |

## Hora de acordar
No que se tornou uma tradição nas missões espaciais, é tocada uma música no começo de cada dia, escolhida especialmente por terem uma ligação com algum tripulante ou mesmo com a situação de momento.
- Dia 2: Lord of the Dance, de John Langstaff, tocada para Pam Melroy.WAV MP3
- Dia 3: Dancing in the Moonlight de King Harvest, tocada para Daniel Tani.WAV MP3
- Dia 4: Rocket Man de Elton John, tocada para Doug Wheelock.WAV MP3
- Dia 5: Bellissime Stelle de Andrea Bocelli, tocada para Paolo Nespoli.WAV MP3
- Dia 6: What a Wonderful World de Louis Armstrong, tocada para Scott Parazynski.WAV MP3
- Dia 7: One By One de Wynton Marsalis, tocada para Stephanie Wilson.WAV MP3
- Dia 8: Malagueña Salerosa de Chingon, tocada para George Zamka.WAV MP3
- Dia 9: Nel Blu Dipinto di Blu (Volaré) de Domenico Modugno, tocada para Nespoli.WAV MP3
- Dia 10: The Lion Sleeps Tonight de Robert John, tocada para toda tripulação.WAV MP3
- Dia 11: World do Five for Fighting, tocada para Wheelock.WAV MP3
- Dia 12: Star Wars Theme de John Williams, tocada para Parazynski.WAV MP3
- Dia 13: The Presence of the Lord com Kurt Carr, de Byron Cage, tocada para Wilson.WAV MP3
- Dia 14: Roll Me Away do Bob Seger, tocada para Zamka.WAV MP3
- Dia 15: Space Truckin do Deep Purple, tocada para Clayton Anderson.WAV MP3